# Prader-schaal
De Prader-schaal genoemd naar Andrea Prader, is een beoordelingssysteem voor het bepalen van de de mate van virilisatie (vermannelijking) van de geslachtsorganen van het menselijk lichaam. De schaal dateert uit 1954. De schaal is vergelijkbaar met Quigley-schaal. De schaal heeft voornamelijk betrekking op virilisatie van de vrouwelijke genitaliën in gevallen van het andrenogenitaal syndroom kent vijf verschillende stadia. De schaal wordt gebruikt om de differentiatie van de genitaliën te beschrijven, waarbij de waarde nul volledig vrouwelijk is, de waarde 6 mannelijk.
Een classificatie zoals de Prader-schaal wordt door artsen gebruikt om de uitwendige geslachtsdelen in te delen, waarbij de invloed van  testosteron tijdens de zwangerschap een rol speelt. De schaal beschrijft alleen de geslachtsorganen en kan geen voorspelling doen of iemand zich man of vrouw zal voelen.

## Stadia
- Van een kind met de beoordeling in stadium 0 wordt aangenomen dat het normale vrouwelijke uitwendige geslachtsorganen heeft.
- Een persoon met stadium 1 heeft een licht vergrootte clitoris en een iets kleinere vaginale opening. Deze afwijkingen kunnen onopgemerkt blijven of er kan eenvoudigweg van worden uitgegaan dat deze binnen de normale variatie valt.
- Bij stadium 2 zien de genitaliën er duidelijk afwijkend uit. De persoon heeft een fallus van gemiddelde grootte en een kleine vaginale opening met een aparte urethrale opening. Tevens is er posterieure labiale fusie (verkleving van de schaamlippen).
- Stadium 3 toont een verder vergrote fallus, met een enkele sinus urogenitalis en een bijna volledige versmelting van de schaamlippen.
- Stadium 4 ziet er eerder mannelijk dan vrouwelijk uit, met een leeg scrotum en een fallus ter grootte van een normale penis, die echter niet vrij genoeg ligt van het perineum om op de buik richting de navel getrokken te kunnen worden (dat wil zeggen, wat bij een man een ' chordee' wordt genoemd, waarbij de penis naar beneden is gebogen). De enkele kleine urethrale/vaginale opening aan de basis of op de schacht van de fallus zou bij een man als hypospadie worden beschouwd. Röntgenfoto's gemaakt na injectie van kleurstof in deze opening onthullen de interne verbinding met de bovenste vagina en baarmoeder.
- Stadium 5 duidt op volledige mannelijke virilisatie, met een normaal gevormde penis met de urethrale opening op of nabij de top van de eikel. Het scrotum is normaal gevormd maar leeg. De interne bekkenorganen omvatten normale eierstokken en een baarmoeder, en de vagina is intern verbonden met de urethra, zoals in fase 4. Van deze baby's wordt meestal verondersteld dat zij jongens zijn met niet-ingedaalde testikels. In de meeste gevallen wordt de diagnose andrenogenitaal syndroom pas vermoed als een week na de geboorte  hypokaliëmie op treedt.
- Stadium 6 duidt op een normale mannelijke vorm van de geslachtsorgane, zonder hypospadie en met normale testikels.

## Andere schalen
Er bestaan nog vele andere klinische schalen en meetsystemen om geslachtsdelen te definiëren als normaal mannelijk of vrouwelijk, of "abnormaal", waaronder de orchideemeter.